# Historia de los Balcanes

Península de los Balcanes, definida geográficamente por la línea Danubio-Sava-Kupa

Los Balcanes y partes de esta zona se sitúan alternativamente en Sudeste, Sur, Este de Europa y Centro de Europa. La identidad diferenciada y la fragmentación de los Balcanes se debe en gran medida a su historia común y a menudo turbulenta en relación con siglos de conquista del Otomano y a su geografía muy montañosa.

## Prehistoria

### Mesolítico

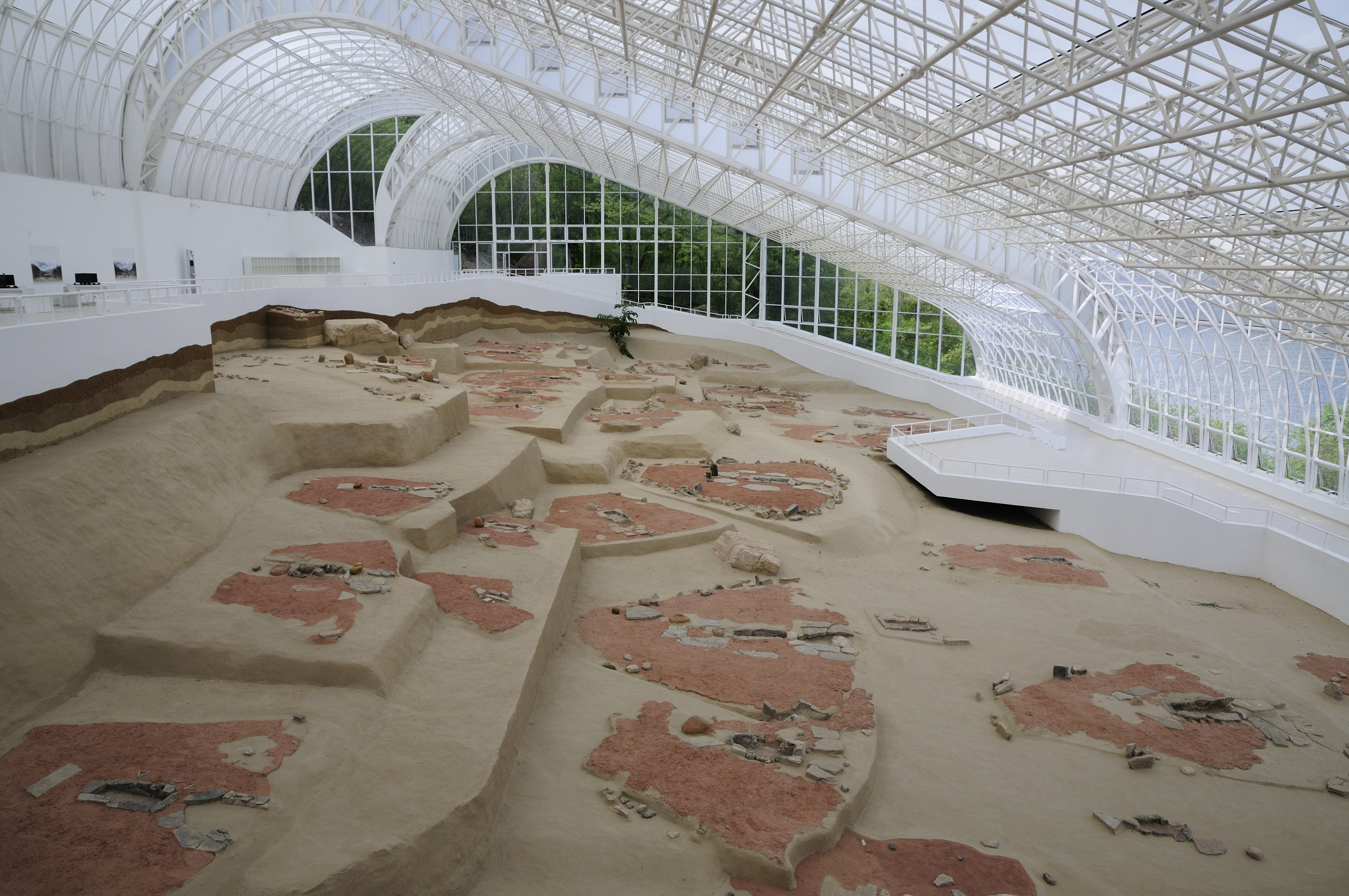
Lepenski Vir site in Serbia

El primer asentamiento humano en Europa es el Mesolítico de las Puertas de Hierro (110 00 a 6000 antes de Cristo), situado en el río Danubio, en la actual Serbia y Rumanía. Ha sido descrita como "la primera ciudad de Europa", debido a su permanencia, organización, así como a la sofisticación de su arquitectura y técnicas de construcción.

### Neolítico

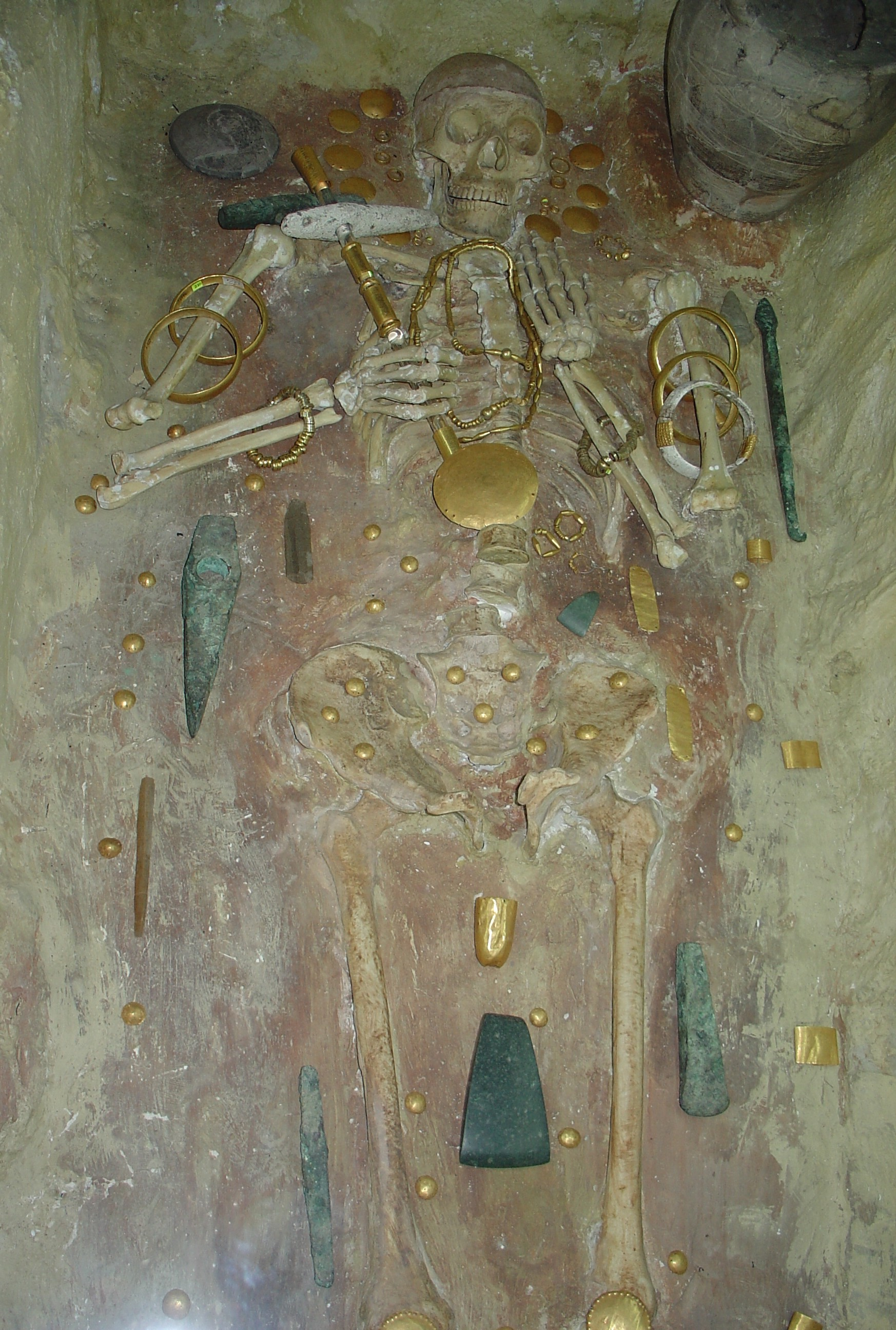
Un entierro en Varna, Bulgaria, con algunas de las joyas de oro más antiguas del mundo.

Arqueólogos han identificado varios complejos culturales tempranos, incluyendo la cultura de Cucuteni (4500 a 3500 antes de Cristo), la cultura de Starčevo (6500 a 4000 antes de Cristo), cultura de Vinča (5000 a 3000 antes de Cristo), cultura de la cerámica de bandas (5500 a 4500 antes de Cristo), y cultura de Ezero (3300-2700 a. C.). La eneolítica cultura de Varna en Bulgaria (4600-4200 a. C. datación por radiocarbono) produjo el primer tesoro de oro conocido en el mundo y tenía sofisticadas creencias sobre la vida después de la muerte. Un conjunto notable de artefactos son las Tablas de Tărtăria encontradas en Rumanía, que parecen estar inscritas con Escritura Vinča, la protoescritura. La cultura butmir (2600 a 2400 a. C.), encontrada en las afueras de la actual Sarajevo, desarrolló una cerámica única, y probablemente fue invadida por los proto-ilirios[cita requerida] en la Edad de Bronce.
La Hipótesis de los kurganes de la lengua protoindoeuropea (PIE) supone una expansión gradual de la "cultura kurgan", en torno al 5000 antes de Cristo, hasta abarcar toda la estepa póntica. Kurgan IV se identificó con la cultura Yamna de alrededor del 3000 a. C.

### Edad del Cobre

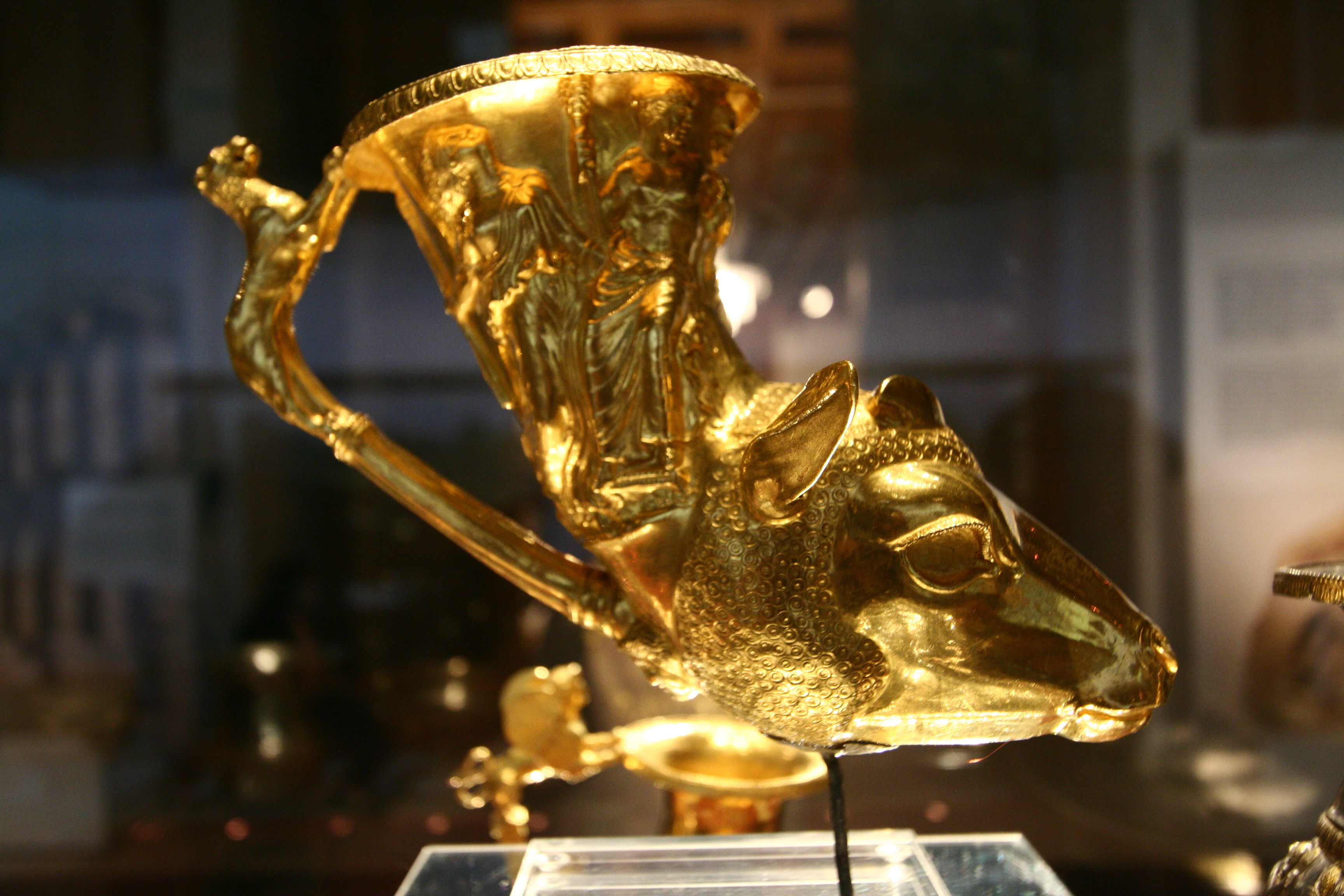
Un ritón dorado, uno de los elementos del tesoro tracio Panagyurishte de Bulgaria, que data de los siglos al

En ca. 1000 AC, Las tribus ilirias aparecen en lo que es la actual Albania y hasta el Mar Adriático en el actual Montenegro, Bosnia y Herzegovina, Croacia, partes de Serbia, etc. Los tracios vivían en Tracia y tierras adyacentes (ahora principalmente Bulgaria, pero también Rumanía, el noreste de Grecia, la Turquía europea, el este de Serbia y Macedonia del Norte), y los estrechamente relacionados. Dacios vivían en lo que hoy es Rumanía. Estos tres grandes grupos tribales hablaban lenguas paleobalcánicas, lenguas indoeuropeas. Los frigios parecen haberse asentado en el sur de los Balcanes en un primer momento, y siglos más tarde continuaron su migración para establecerse en Asia Menor, hoy extinta como grupo y lengua independiente.

## Edad Antigua

### Edad de Hierro
Tras el período que siguió a la llegada de los dorios, conocido como Edad Oscura o Período geométrico, la cultura griega clásica se desarrolló en el sur de la península balcánica, en las islas del Egeo y en las colonias griegas del oeste de Asia Menor, comenzando alrededor del siglo IX u siglo VIII a. C. y alcanzando su punto máximo con la democracia que se desarrolló en los siglos VI y siglo V a. C. en Atenas[cita requerida]. Posteriormente, la cultura helenística se extendió por el imperio creado por Alejandro Magno en el siglo IV a. C.. Los griegos fueron los primeros en establecer un sistema de rutas comerciales en los Balcanes, y para facilitar el comercio con los nativos, entre el 700 a. C. y el 300 a. C. fundaron una serie de colonias en el Mar Negro (Ponto Euxino), Asia Menor, Dalmacia, el sur de Italia (Magna Grecia), etc.
A finales del siglo IV a. C., la lengua y la cultura griegas eran dominantes no sólo en los Balcanes, sino también en todo el Mediterráneo oriental.[cita requerida] A finales del siglo VI a. C., los persas invadieron los Balcanes, para luego dirigirse a las zonas fértiles de Europa. Partes de los Balcanes y zonas más septentrionales fueron gobernadas por el Persas aqueménidas durante algún tiempo, incluyendo Tracia, Peonia, Macedonia, y la mayoría de las regiones costeras del Mar Negro de Bulgaria, Rumanía, Ucrania, y Rusia. Sin embargo, el resultado de las Guerras greco-persas hizo que los aqueménidas se vieran obligados a retirarse de la mayoría de sus territorios europeos.[cita requerida]
El imperio tracio odrisio, el reino odrisio, fue el más importante estado daco-tracio  de la unión, y probablemente fue fundado en la década de 470 a. C., tras la derrota de Persian en Grecia, tenía su capital en Seuthopolis, cerca de Kazanlak, Stara Zagora Provincia, en el centro de Bulgaria. Otras uniones tribales existían en Dacia al menos desde principios del siglo II a. C. bajo el rey Oroles. Las tribus ilirias estaban situadas en la zona correspondiente a la actual costa adriática. El nombre Illyrii se utilizaba originalmente para referirse a un pueblo que ocupaba un área centrada en el lago Skadar, situado entre Albania y Montenegro. Sin embargo, el término fue utilizado posteriormente por los griegos y los romanos como nombre genérico para los diferentes pueblos dentro de un área bien definida pero mucho mayor. Del mismo modo, el territorio al norte del reino de Macedonia estaba ocupado por los paeonianos, que también estaban gobernados por reyes.

### El Imperio Persa Aqueménida (siglosVIaVa.C.)
Alrededor del año 513 a. C., como parte de las incursiones militares ordenadas por Darío I, un enorme ejército aqueménida invadió los Balcanes e intentó derrotar a los escitas occidentales que vagaban al norte del río Danubio. Varios pueblos tracios, y casi todas las demás regiones europeas que bordean el Mar Negro (incluyendo partes de la actual Bulgaria, Rumanía, Ucrania y Rusia), fueron conquistados por el ejército aqueménida antes de que éste regresara a Asia Menor. El muy apreciado comandante de Darío Megabazo fue el responsable de cumplir las conquistas en los Balcanes. Las tropas aqueménidas conquistaron Tracia, las ciudades costeras griegas y las eonianas. Finalmente, en torno a 512-511 a. C., el rey macedonio Amintas I aceptó la dominación aqueménida y entregó su país como estado vasallo al Persia aqueménida. El ejército multiétnico aqueménida contaba con muchos soldados de los Balcanes. Además, muchos de los miembros de la élite macedonia y persa se casaron entre sí. Por ejemplo, el propio hijo de Megabazus, Bubares, se casó con la hija de Amyntas, Gygaea; y eso supuestamente aseguró las buenas relaciones entre los gobernantes macedonios y aqueménidas.

### Estados prerromanos (siglosIVaIa.C.)
Bardilis I, un cacique dardani, creó un reino que convirtió a Iliria en una formidable potencia local en el siglo IV a. C. Las principales ciudades de este reino eran Shkodër (Albania) y Risan (Montenegro). En el año 359 antes de Cristo, el rey Pérdicas III de Macedonia fue asesinado por los ataques de los ilirios.
Pero en el 358 a. C., Filipo II de Macedonia, padre de Alejandro Magno, derrotó a los ilirios y asumió el control de su territorio hasta el lago Ohrid. (actual Macedonia del Norte). El propio Alejandro derrotó a las fuerzas del jefe ilirio Clito en el 335 a. C., y los líderes tribales y soldados ilirios acompañaron a Alejandro en su conquista de Persia. Tras la muerte de Alejandro en el 323 a. C., los estados griegos volvieron a luchar entre sí, mientras que en el norte volvieron a surgir estados ilirios independientes. En el 312 a. C., el rey Glaucias se apoderó de Epidamno. A finales del siglo III a. C., un reino ilirio con sede en Scodra controlaba partes del norte de Albania y el litoral de Montenegro. Bajo el mando de la Reina Teuta, los ilirios atacaron a los barcos mercantes romanos que surcaban el mar Adriático y dieron a la Roma una excusa para invadir los Balcanes.

## Periodo romano

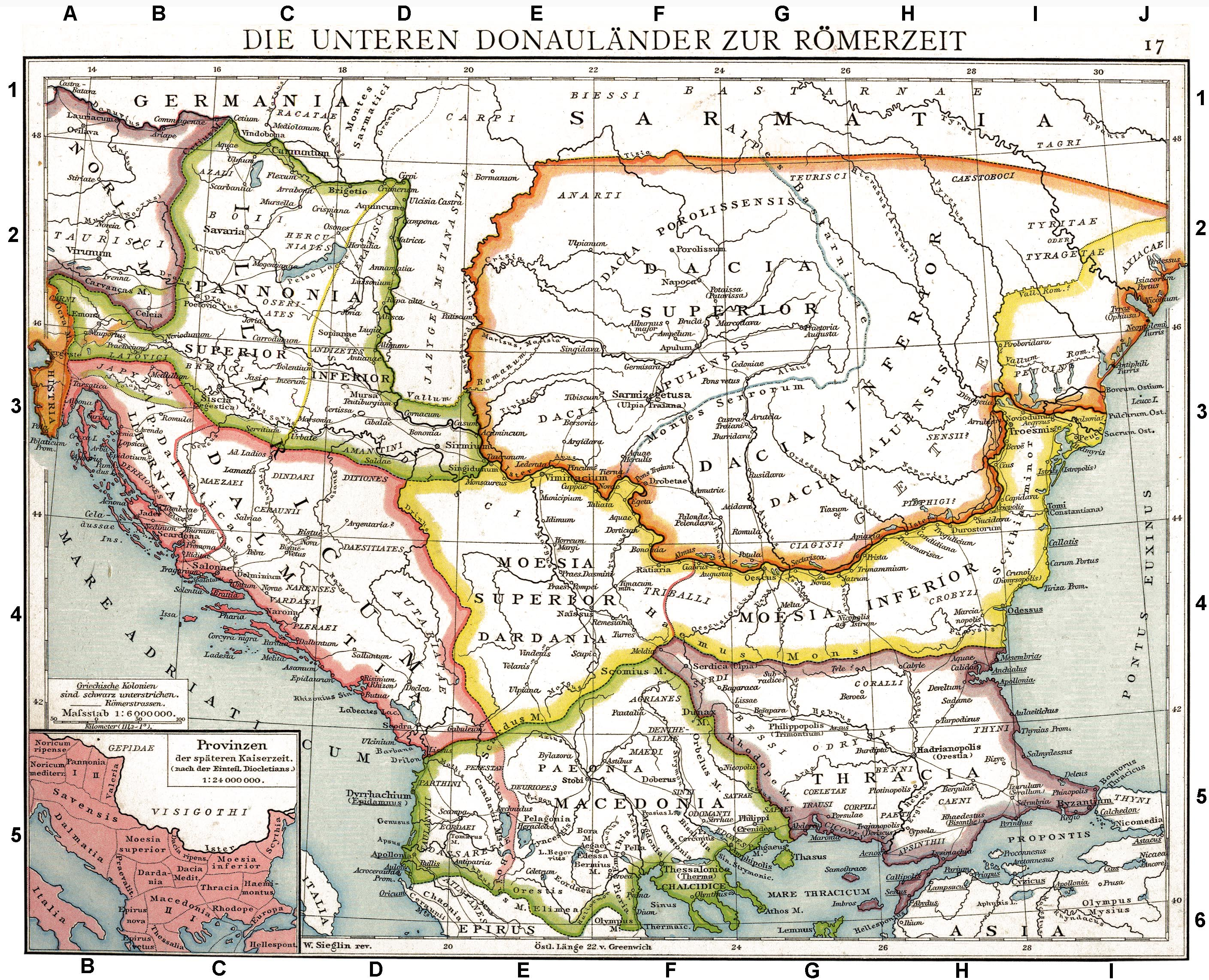
Las provincias balcánicas del Imperio Romano Occidental

A partir del siglo II a. C., la naciente República Romana comenzó a anexionar la zona de los Balcanes, transformándola en una de las regiones más prósperas y estables del Imperio. El legado romano es visible hasta hoy en los numerosos monumentos y artefactos repartidos por los Balcanes y, sobre todo, en las lenguas de base latina utilizadas por casi 25 millones de personas en la zona, las lenguas balcorromances. Sin embargo, la influencia romana no logró disolver la cultura griega, que mantuvo un estatus predominante en la mitad oriental del Imperio, y siguió siendo fuerte en la mitad sur de los Balcanes.
A partir del siglo III d. C., las fronteras de Roma en los Balcanes se debilitaron debido a la desórdenes políticos y económicos internos. Durante esta época, los Balcanes, especialmente Ilírico, adquirieron mayor importancia. Se convirtió en una de las cuatro prefecturas del Imperio, y muchos guerreros, administradores y emperadores surgieron de la región. Muchos gobernantes construyeron sus residencias en la región.

### Ascenso del cristianismo

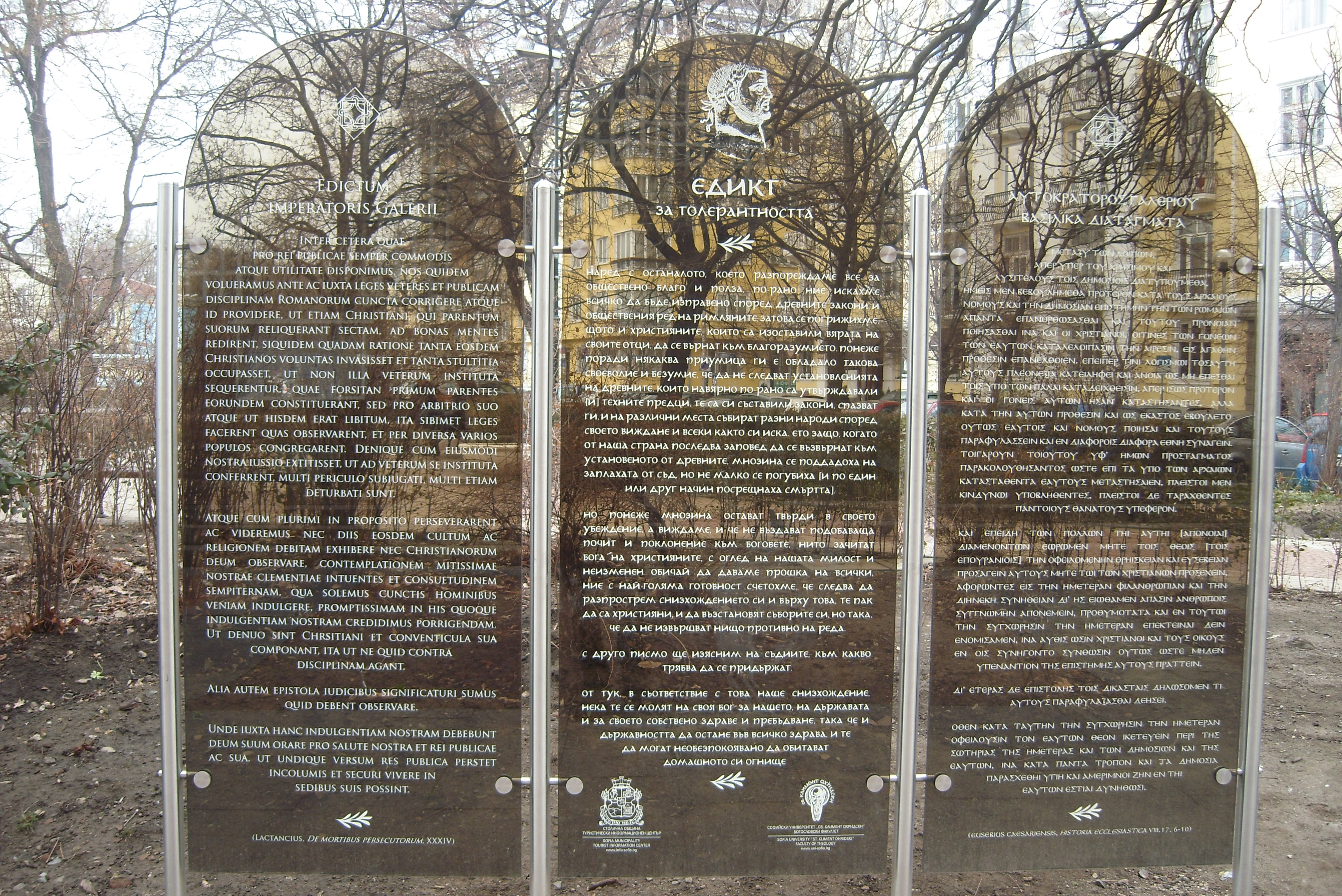
Placa trilingüe (latín, búlgaro, griego) con el Edicto frente a la Iglesia de Santa Sofía, Sofía, Bulgaria.

El cristianismo llegó por primera vez a la zona cuando San Pablo y algunos de sus seguidores viajaron por los Balcanes pasando por zonas pobladas de tracios, ilirios y griegos. Difundió el cristianismo entre los griegos en Beroia, Tesalónica, Atenas, Corinto y Dyrrachium.[cita requerida] San Andrés también trabajó entre los tracios, dacios y escitas, y había predicado en Dobruja y Ponto Euxino. En el 46 d., este territorio fue conquistado por los romanos y anexionado a Mesia.
En el año 106 d. C. el emperador Trajano invadió Dacia. Posteriormente, colonos, soldados y esclavos cristianos llegaron a Dacia y difundieron el cristianismo.
El Edicto de Serdica, también llamado Edicto de Tolerancia del emperador Galerio, se publicó en 311 en Serdica (hoy Sofía, Bulgaria) por el emperador romano Galerio, poniendo fin oficialmente a la persecución de Diocleciano del cristianismo en Oriente. En el siglo III creció el número de cristianos. Cuando el emperador Constantino de Roma promulgó el Edicto de Milán en el año 313, poniendo fin a todas las persecuciones del cristianismo patrocinadas por Roma, la zona se convirtió en un refugio para los cristianos. Sólo doce años después, en el 325, Constantino reunió el Primer Concilio de Nicea. En el 391, Teodosio I convirtió el cristianismo en la religión oficial de Roma.
El Cisma Este-Oeste, conocido también como el Gran Cisma (aunque este último término a veces se refiere al Cisma Occidental posterior ), fue el evento que dividió al cristianismo en catolicismo occidental y ortodoxia oriental griega, siguiendo la línea divisoria del Imperio en latín occidental. -partes de habla griega oriental y de habla griega.
Las principales causas alegadas del Cisma fueron disputas sobre la autoridad papal (el Papa afirmó que tenía autoridad sobre los cuatro patriarcas orientales, mientras que los patriarcas afirmaron que el Papa era simplemente el primero entre iguales) y sobre la inserción de la cláusula filioque en el Nicene Creed. La causa más seria (y real), por supuesto, fue la competencia por el poder entre la antigua y la nueva capitales del Imperio Romano (Roma y Constantinopla ). Hubo otros catalizadores menos significativos para el Cisma, incluida la variación sobre las prácticas litúrgicas y las reclamaciones de jurisdicción en conflicto.

## Primera Edad Media

### Imperio Romano de Oriente

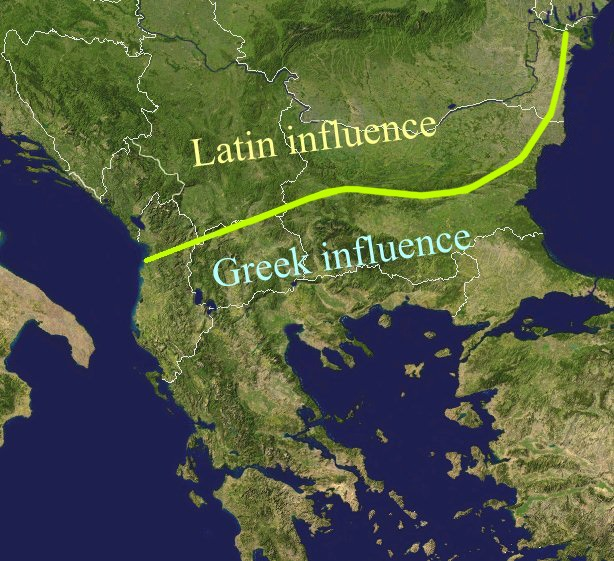
La Línea Jireček que separa las zonas de influencia griega y latina antes de las invasiones eslavas.

El Imperio Bizantino fue el Imperio Romano de Oriente de habla griega durante la Edad Media, centrado en su capital, Constantinopla. Durante la mayor parte de su historia controló provincias en los Balcanes y Asia Menor. El emperador romano de Oriente Justiniano retomó y restauró durante un tiempo gran parte del territorio que una vez estuvo en manos del Imperio Romano unificado, desde España e Italia, hasta Anatolia. A diferencia del Imperio Romano de Occidente, que tuvo una muerte famosa aunque poco definida en el año 476 d. C., el Imperio Romano de Oriente llegó a una conclusión mucho menos famosa pero mucho más definitiva a manos de Mehmet II y el Imperio Otomano en el año 1453. Su experto poderío militar y diplomático aseguró, sin quererlo, que Europa Occidental permaneciera a salvo de muchas de las invasiones más devastadoras de los pueblos orientales, en un momento en que los todavía nuevos y frágiles reinos cristianos occidentales podrían haber tenido dificultades para contenerlo.

### Incursiones bárbaras

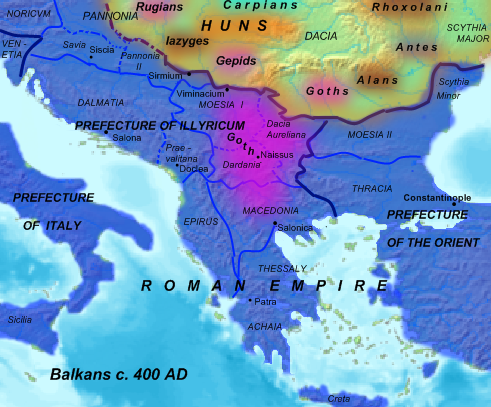
Los Balcanes c. 400 d. C., en la época del Imperio Huno.

Los Balcanes en 925 AD

Coincidiendo con el declive del Imperio Romano, muchas tribus "bárbaras" pasaron por los Balcanes, la mayoría de las cuales no dejaron ningún estado duradero. Durante estas "Edades Oscuras", Europa Oriental, al igual que Europa Occidental, retrocedió cultural y económicamente, aunque persistieron enclaves de prosperidad y cultura a lo largo de las ciudades costeras del Adriático y las principales ciudades griegas del sur. A medida que el Imperio bizantino fue replegando sus fronteras, en un intento de consolidar su menguante poder, se desurbanizaron vastas zonas, se abandonaron las carreteras y las poblaciones nativas pueden haberse retirado a zonas aisladas como las montañas y los bosques.
La primera de estas tribus bárbaras que entró en los Balcanes fueron los godos. Desde el norte de Alemania oriental, a través de Escitia, se adentraron en los Balcanes romanos ante la amenaza de los hunos. A estos godos se les concedieron finalmente tierras dentro del reino bizantino (al sur del Danubio), como foederati (aliados). Sin embargo, tras un periodo de hambruna, los proto-visigodos se rebelaron y derrotaron al emperador en 378. Posteriormente, los visigodos saquearon Roma en el año 410, y en un intento de hacerles frente, se les concedió el tierras en Francia. Los hunos, una confederación de un núcleo gobernante turco-uraliano que posteriormente incorporó varias tribus germánicas, sármatas y eslavas, se desplazaron hacia el oeste de Europa entrando en Panonia en el 400-410 d. C. Se supone que los hunos desencadenaron las grandes migraciones alemanas hacia Europa occidental. Desde su base, los hunos sometieron a muchos pueblos y crearon una esfera de terror que se extendía desde Alemania y el Báltico hasta el Mar Negro. Con la muerte de Atila el Huno en el año 454 d. C., las luchas sucesorias provocaron el rápido colapso del prestigio huno y su posterior desaparición de Europa. Mientras tanto, los ostrogodos se liberaron de la dominación huna en el 454 d. C. y se convirtieron también en foedorati. Los ostrogodos también emigraron hacia el oeste, por encargo de los bizantinos, y establecieron el un estado en Italia.  En la segunda mitad del siglo V y la primera del VI, nuevas tribus bárbaras germánicas entraron en los Balcanes. Los gépidos, que habían vivido en Dacia en el siglo III con los godos, se asentaron en Panonia y acabaron conquistando Singidunum (Belgrado) y Sirmium (Sremska Mitrovica), estableciendo un reino de corta duración en el siglo VI. Los lombardos entraron en Panonia en el año 550, derrotaron a los gépidos y los absorbieron. En el 569 se adentraron en el norte de Italia, estableciendo su propio reino a costa de los ostrogodos.
Los romanos locales y los restos romanizados de la población de la Edad de Hierro de los Balcanes comenzaron su asimilación con los eslavos y los griegos principalmente, aunque se sabe que han sobrevivido notables comunidades de habla latina. En la literatura, estos romanófonos se conocen como "valacos". En Dacia, los colonos romanos y los dacios romanizados se replegaron en los Cárpatos de Transilvania tras la retirada romana. Las pruebas arqueológicas indican una población romanizada en Transilvania al menos en el siglo VIII. En los siglos VII y VIII, el Imperio Romano sólo existía al sur del río Danubio en forma de Imperio Bizantino, con capital en Constantinopla. En esta zona de cierre del Imperio Romano, de gran diversidad étnica, se reconocía a los valacos como aquellos que hablaban latín, la lengua oficial del Imperio Bizantino utilizada sólo en los documentos oficiales, hasta el siglo VI, cuando se cambió por el griego, más popular. Estos valacos originales estaban probablemente formados por una variedad de grupos étnicos (sobre todo tracios, dacios, ilirios) que tenían en común el haber sido asimilados en lengua y cultura del Imperio Romano con los colonos romanos asentados en sus zonas.  Anna Comnene habla en Alexiade de los dacios (en lugar de los valacos) de los Balcanes y de la orilla norte del Danubio y se les identificaba como rumanos. En el Adriático sobrevivieron poblaciones de habla romance, y algunos creen que los albaneses descienden de ilirios parcialmente romanizados.

### Primer Imperio Búlgaro

El Primer Imperio Búlgaro 'es mayor extensión territorial durante el reino de Simeón I.

En el siglo VII el Bulgaria fue establecido por Khan Asparukh. En los siglos siguientes, su fuerza aumentó considerablemente y se extendió desde el Dniéper hasta Budapest y el Mediterráneo. El Bulgaria dominó los Balcanes durante los siguientes cuatro siglos y fue fundamental para la adopción del cristianismo en la región y entre otros eslavos. El zar búlgaro Simeón I el Grande, siguiendo la trayectoria cultural y política de su padre Boris I, ordenó la creación de la Alfabeto búlgaro, que posteriormente fue difundida por los misioneros hacia el norte llegando a la Rusia moderna.

## Alta Edad Media

### República de Venecia
La Rebelión de Asen y Pedro fue una revuelta de búlgaros y valacos que vivía en Moesia y en los Montes Balcanes, entonces Thema de Paristrion del Imperio bizantino, provocado por un aumento de impuestos. Comenzó el 26 de octubre de 1185, festividad de San Demetrio de Tesalónica, y terminó con la restauración de Bulgaria con la creación del Segundo Imperio Búlgaro, gobernado por la dinastía Asen.
En la construcción de su imperio comercial marítimo, la República de Venecia dominó el comercio de la sal, adquirió el control de la mayoría de las islas del Egeo, incluidas Chipre y Creta, y se convirtió en una importante "potencia" en el Cercano Oriente y en todos los Balcanes. Venecia se apoderó de una serie de localidades en las costas orientales del mar Adriático antes del año 1200, en parte por razones puramente comerciales, pero también porque los piratas con base allí eran una amenaza para su comercio. Desde entonces, el Dux llevaba los títulos de Duque de Dalmacia y Duque de Istria. Venecia se convirtió en una potencia plenamente imperial tras la Cuarta Cruzada financiada por Venecia, que en 1203 capturó y en 1204 saqueó y conquistó Constantinopla, dividiendo el Imperio Bizantino en varios estados más pequeños y estableció el Imperio Latino. Posteriormente, Venecia se hizo con una esfera de influencia en el Egeo conocida como Ducado del Archipiélago, y también obtuvo el control de la isla de Creta. Debilitado por las constantes guerras con Bulgaria y los sectores no conquistados del imperio, el Imperio Latino acabó cayendo cuando los bizantinos reconquistaron Constantinopla bajo el emperador Miguel VIII Palaiologos en 1261. El último emperador latino, Balduino II, se exilió, pero el título imperial sobrevivió, con varios pretendientes a él, hasta el siglo XIV.

## Baja Edad Media

### El Imperio Serbio

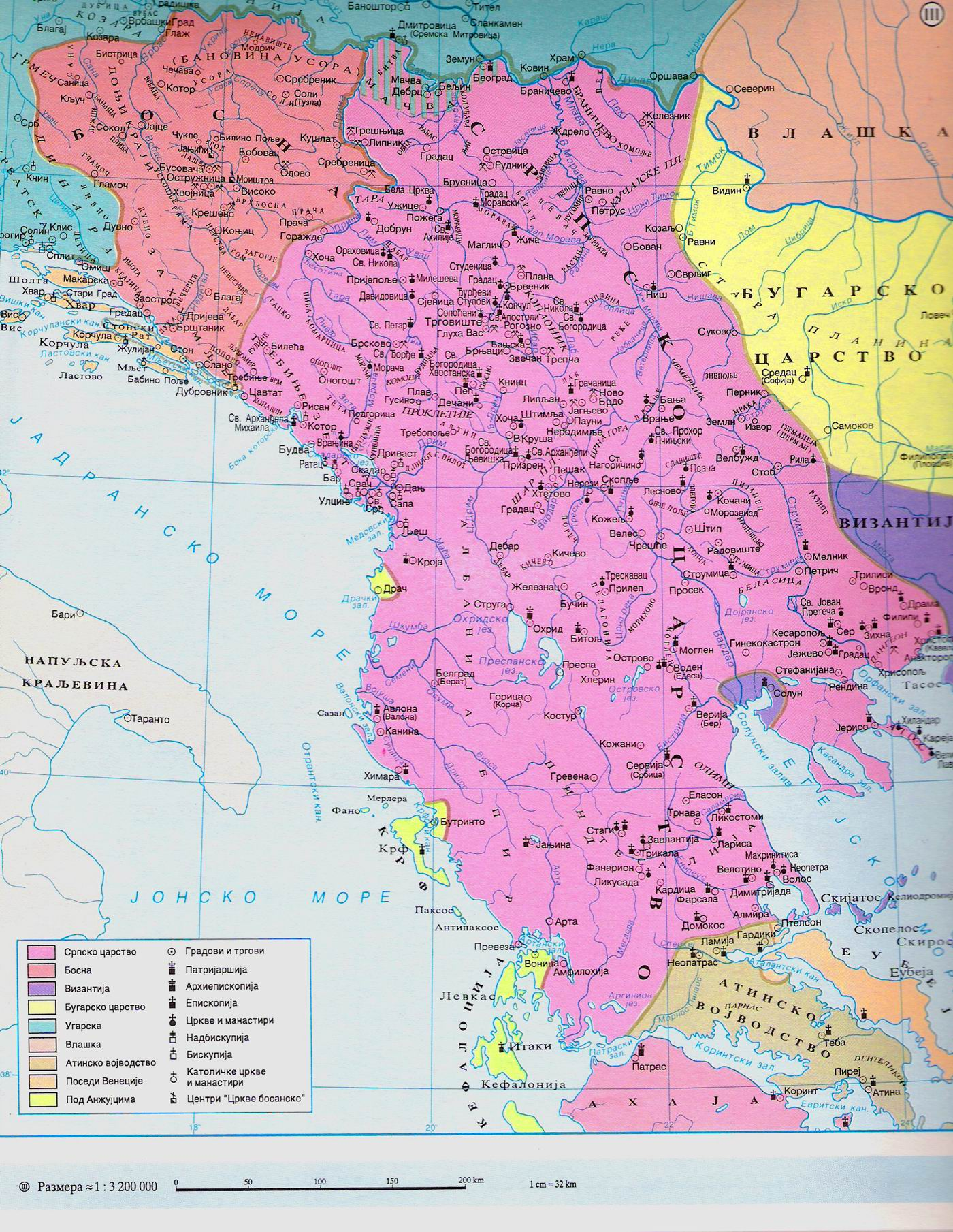
Imperio serbio en 1355

En 1346, el Imperio Serbio fue establecido por el rey Stefan Dušan, conocido como "Dušan el Poderoso", que amplió considerablemente el estado. Bajo el gobierno de Dušan, Serbia era la principal potencia de los Balcanes, y un imperio multilingüe que se extendía desde el Danubio hasta el Golfo de Corinto, con su capital en Skopje. También promovió el arzobispado serbio al Patriarcado serbio. Dušan promulgó la constitución del Imperio Serbio, conocida como Código de Dušan, quizá la obra literaria más importante de la Serbia medieval. Fue coronado como emperador y autócrata de los serbios y griegos (romanos). Su hijo y sucesor, Uroš V el débil, perdió la mayor parte del territorio conquistado por Dušan, de ahí su epíteto. El Imperio Serbio terminó efectivamente con la muerte de Uroš V en 1371 y la ruptura del estado serbio.

### Invasión otomana

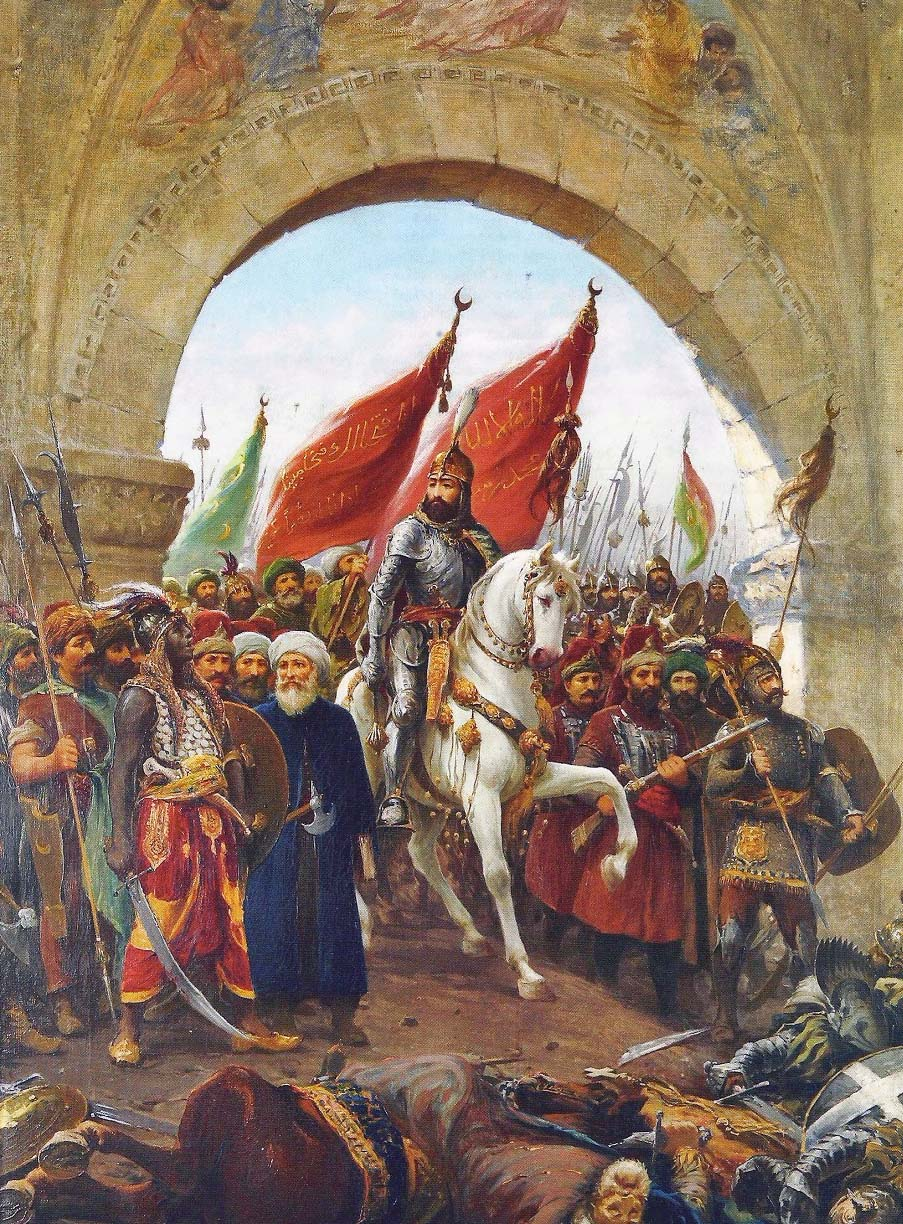
Entrada del sultán Mehmed el Conquistador en Constantinopla

En el siglo XIV El dominio otomano comenzó a extenderse por el Mediterráneo oriental y los Balcanes. El sultán Orhan, capturó la ciudad de Bursa en 1326 y la convirtió en la nueva capital del Estado otomano. La caída de Bursa supuso la pérdida del control bizantino sobre el noroeste de Anatolia. La importante ciudad de Tesalónica fue capturada a los venecianos en 1387. La Victoria otomana en Kosovo en 1389 marcó efectivamente el fin del poder serbio en la región, allanando el camino para la expansión otomana en Europa. El Imperio controlaba casi todas las antiguas tierras bizantinas que rodeaban la ciudad, pero los bizantinos se vieron aliviados temporalmente cuando Timur invadió Anatolia en la Batalla de Ankara en 1402. El hijo de Murad II, Mehmed el Conquistador, reorganizó el estado y el ejército, y demostró su destreza marcial con la captura de Constantinopla el 29 de mayo de 1453, a la edad de 21 años. La conquista otomana de Constantinopla en 1453 por Mehmed II cimentó el estatus del Imperio como potencia preeminente en el sureste de Europa y el Mediterráneo oriental. Tras tomar Constantinopla, Mehmed se reunió con el patriarca ortodoxo, Gennadios y llegó a un acuerdo en el que la Iglesia Ortodoxa, a cambio de poder mantener su autonomía y sus tierras, aceptaba la autoridad otomana. El Imperio prosperó bajo el gobierno de una línea de sultanes comprometidos y eficaces. El sultán Selim I (1512-1520) amplió de forma espectacular las fronteras orientales y meridionales del Imperio al derrotar a Shah Ismail de la Safavid Persia, en la Batalla de Chaldiran.

### Región Adriática
Desde el siglo XIV, Venecia controlaba la mayor parte del comercio marítimo de los Balcanes con importantes posesiones coloniales en las costas del Adriático y del Egeo. El largo declive de Venecia comenzó en el siglo XV, cuando hizo un primer intento infructuoso de mantener Tesalónica contra los otomanos (1423-1430). También envió barcos para ayudar a defender Constantinopla contra los turcos que la asediaban (1453). Cuando la ciudad cayó en manos del sultán Mehmet II, éste declaró la guerra a Venecia. La guerra duró treinta años y le costó a Venecia muchas de las posesiones del Mediterráneo oriental. Poco a poco, la República de Venecia perdió casi todas las posesiones en los Balcanes, manteniendo en el siglo XVIII sólo las zonas adriáticas de Istria, Dalmacia y la Albania veneciana. La isla veneciana de Corfú fue la única zona de Grecia que nunca fue ocupada por los turcos. En 1797 Napoleón conquistó Venecia y provocó el fin de la República de Venecia en los Balcanes.

## Principios de la época moderna

### Imperio Otomano

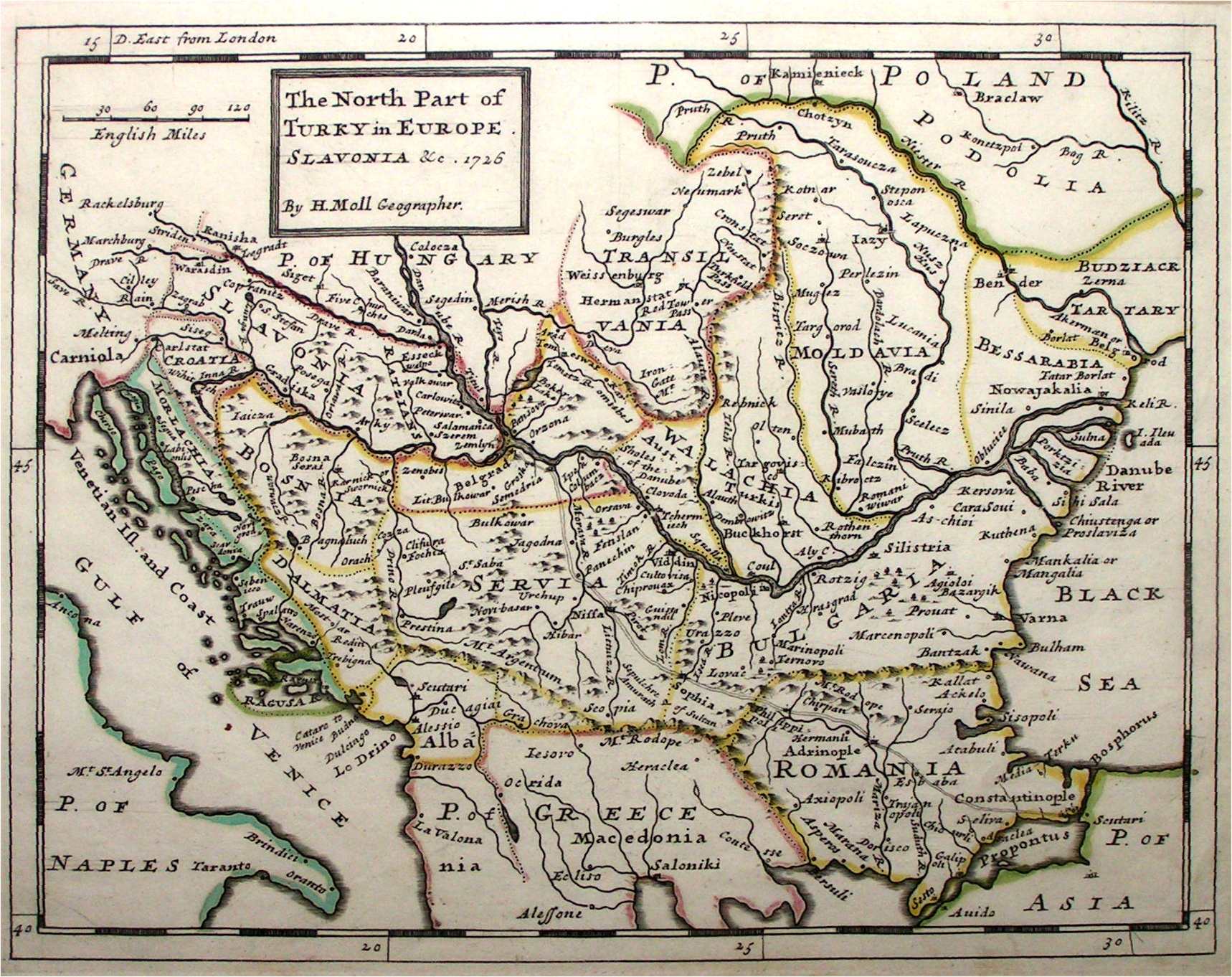
Mapa del Imperio Otomano en los Balcanes (1726)

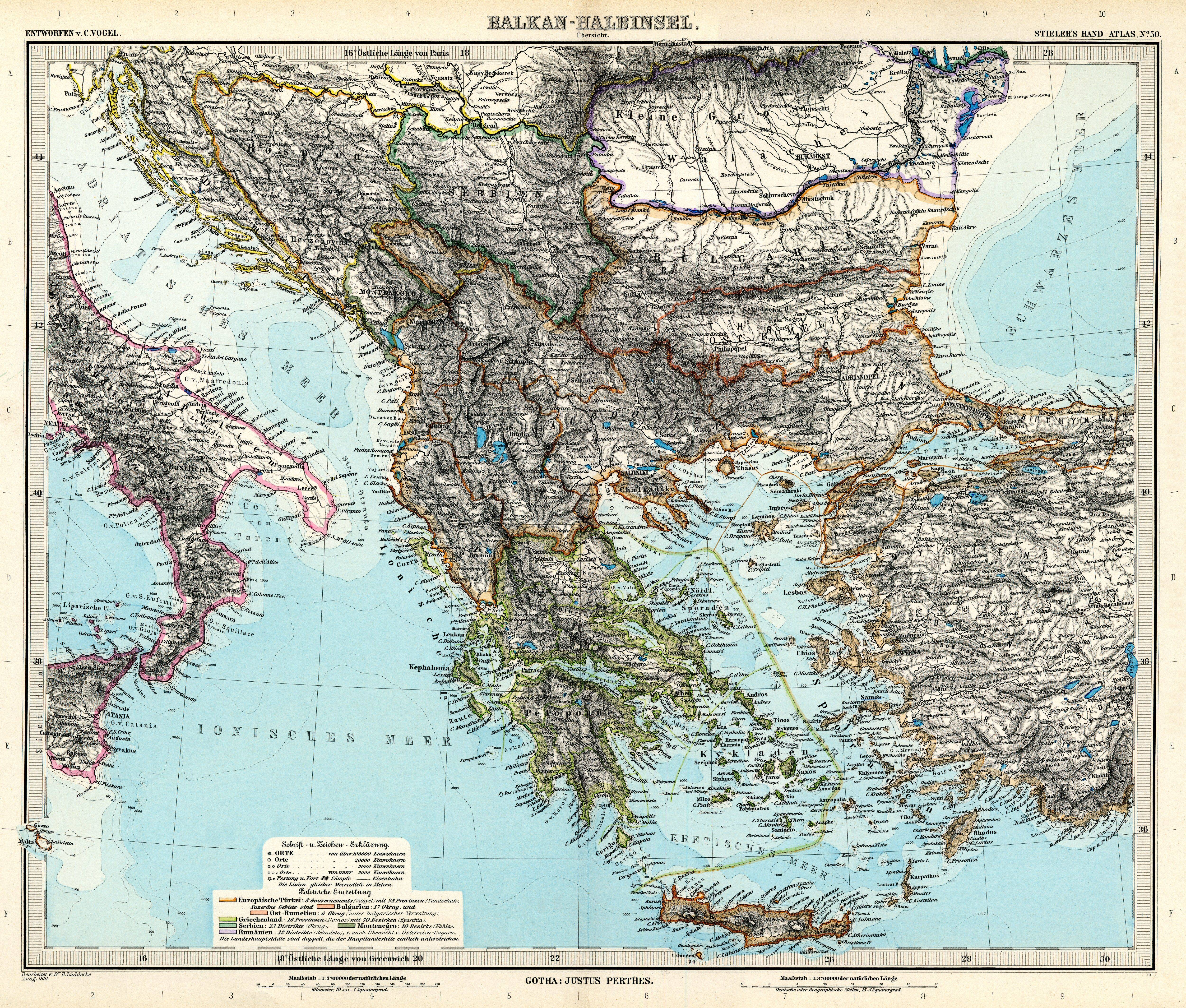
Los Balcanes hacia el final del siglo XIX

Gran parte de los Balcanes estuvo bajo dominio otomano durante todo el período moderno temprano. El dominio otomano fue largo, pues duró desde el siglo XIV hasta principios del XX en algunos territorios. El Imperio Otomano era diverso desde el punto de vista religioso, lingüístico y étnico y, en ocasiones, un lugar mucho más tolerante con las prácticas religiosas en comparación con otras partes del mundo. Los diferentes grupos del imperio estaban organizados según líneas confesionales, en el llamado Sistema Millet. Entre los Ortodoxos cristianos del imperio (el Rum Millet) se forjó una identidad común basada en un sentido compartido del tiempo definido por el calendario eclesiástico, los días de los santos y las fiestas.
La estructura social de los Balcanes a finales del siglo XVIII era compleja. Los gobernantes otomanos ejercían el control principalmente de forma indirecta. En Albania y Montenegro, por ejemplo, los líderes locales pagaban un tributo nominal al Imperio y, por lo demás, tenían poco contacto. La República de Ragusa pagaba un tributo anual, pero por lo demás era libre de seguir su rivalidad con la República de Venecia. Los dos principados de habla romance de Moldavia y Valaquia tenían su propia nobleza, pero eran gobernados por familias griegas elegidas por el sultán. En Grecia, la élite estaba formada por clérigos y eruditos, pero apenas había aristocracia griega. Un millón o más de turcos se habían asentado en los Balcanes, normalmente en pequeños centros urbanos donde eran tropas de guarnición, funcionarios y artesanos y comerciantes. También había importantes comunidades de comerciantes judíos y griegos. Los turcos y los judíos no se encontraban en el campo, por lo que existía una diferenciación social muy marcada entre las ciudades y su región circundante en términos de lengua, religión y etnia. El Imperio Otomano recaudaba impuestos en torno al 10%, pero no había trabajos forzados y los obreros y campesinos no eran especialmente oprimidos por el Imperio.  El sultán favorecía y protegía al clero ortodoxo, principalmente como protección contra el celo misionero de los católicos.

## Aumento del nacionalismo en los Balcanes
El auge del Nacionalismo bajo el Imperio Otomano provocó la ruptura del concepto de millet. Con el surgimiento de los estados nacionales y sus historias, es muy difícil encontrar fuentes fiables sobre el concepto otomano de nación y los siglos de las relaciones entre la Casa de Osman y las provincias, que se convirtieron en estados. Sin duda, entender la concepción otomana de nación nos ayuda a comprender lo que ocurrió en los Balcanes a finales del periodo otomano.
- Despertar nacional búlgaro y Despertar nacional de Bulgaria (siglos XVIII y XIX)
- Revolución Serbia (1804–1815/1817/1833)
- Guerra de Independencia de Grecia (1821-1832)
- Despertar nacional albanés (1830-1912)
- Levantamiento de Bosnia (1831-1832)

La Rebelión serbia en Herzegovina en 1875, que condujo a las Guerras serbo-turcas (1876-1878), y la sangrienta represión del Levantamiento de abril en Bulgaria, se convirtió en ocasión del estallido de la Guerra ruso-turca (1877-1878) y la Liberación de Bulgaria y Serbia en 1878.

### Congreso de Berlín

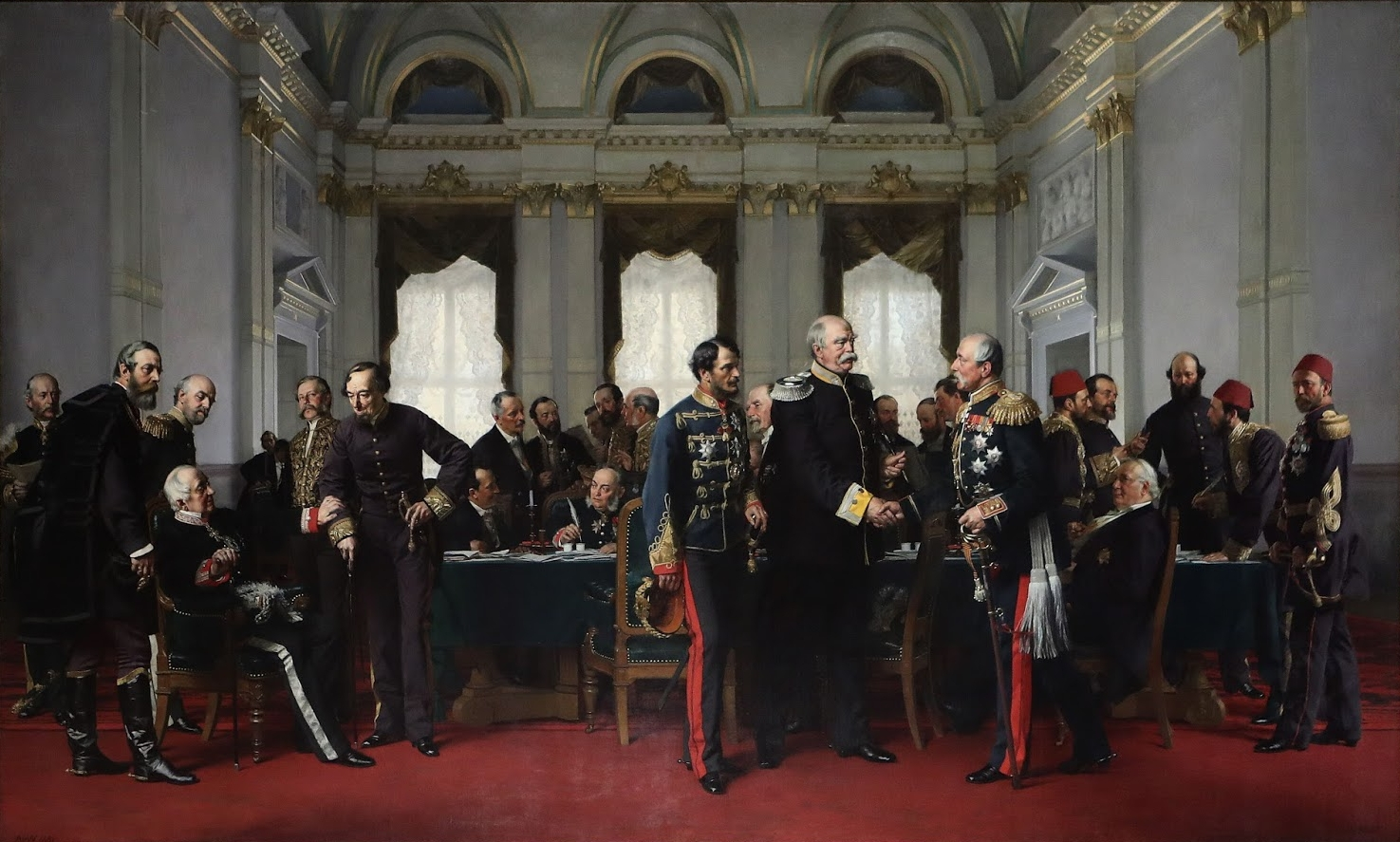
Anton von Werner, En el Congreso de Berlín (1878), el alto Bismarck de la derecha estrecha la mano de Gyula Andrássy y Pyotr Andreyevich Shuvalov; a la izquierda están Alajos Károlyi, Alexander Gorchakov y Benjamin Disraeli

El Congreso de Berlín (13 de junio - 13 de julio de 1878) fue una reunión de los principales estadistas de las grandes potencias europeas y del Imperio Otomano. Tras la Victoria decisiva de Rusia en una guerra con Turquía, 1877-78, la necesidad urgente era estabilizar y reorganizar los Balcanes, y crear nuevas naciones. El canciller alemán Otto von Bismarck, que dirigía el Congreso, se comprometió a ajustar las fronteras para minimizar los riesgos de una guerra mayor, reconociendo al mismo tiempo el reducido poder del Imperio Otomano, y equilibrar los distintos intereses de las grandes potencias.
Como resultado, las posesiones otomanas en Europa disminuyeron drásticamente; Bulgaria se estableció como un principado independiente dentro del Imperio Otomano, pero no se le permitió conservar todo su territorio anterior. Bulgaria perdió Rumelia Oriental, que fue devuelta a los turcos bajo una administración especial. Macedonia y Tracia Oriental y Occidental fueron devueltas directamente a los turcos, que prometieron reformas, y Dobrudja del Norte pasó a formar parte de Rumanía, que alcanzó la plena independencia pero tuvo que entregar parte de Besarabia a Rusia. Serbia y Montenegro obtuvieron finalmente la independencia completa, pero con territorios más pequeños. Austria se apodera de Bosnia-Herzegovina y toma el control del Sanjacado de Novi Pazar para separar a Serbia y Montenegro.  Gran Bretaña se apoderó de Chipre.
Al principio, los resultados fueron aclamados como un gran logro para la pacificación y la estabilización.  Sin embargo, la mayoría de los participantes no estaban del todo satisfechos, y los agravios respecto a los resultados se enconaron hasta que estallaron en la Guerra Mundial de 1914. Serbia, Bulgaria y Grecia obtuvieron ganancias, pero mucho menos de lo que creían merecer.  El Imperio Otomano, llamado en su momento el "enfermo de Europa", fue humillado y se debilitó considerablemente, lo que lo hizo más propenso a la agitación interna y más vulnerable a los ataques.  Aunque Rusia había salido victoriosa en la guerra que provocó la conferencia, fue humillada en Berlín y se resintió del trato recibido. Austria-Hungría ganó una gran cantidad de territorio, lo que enfureció a los eslavos del sur, y condujo a décadas de tensiones en Bosnia y Herzegovina.  Bismarck se convirtió en el blanco del odio de los nacionalistas rusos y de los paneslavistas, y descubrió que había vinculado demasiado al Alemania con el Austria en los Balcanes.
A largo plazo, las tensiones entre Rusia y Austria-Hungría se intensificaron, al igual que la cuestión de la nacionalidad en los Balcanes. El congreso tenía como objetivo la revisión del Tratado de San Stefano y el mantenimiento de Constantinopla en manos otomanas. En efecto, desautorizó la victoria de Rusia sobre el decadente Imperio Otomano en la Guerra Ruso-Turca. El Congreso de Berlín devolvió al Imperio Otomano los territorios que el tratado anterior había otorgado al Principado de Bulgaria, sobre todo Macedonia, estableciendo así una fuerte demanda revanchista en Bulgaria que en 1912 fue una de las muchas causas de la primera guerra de los Balcanes.

## 

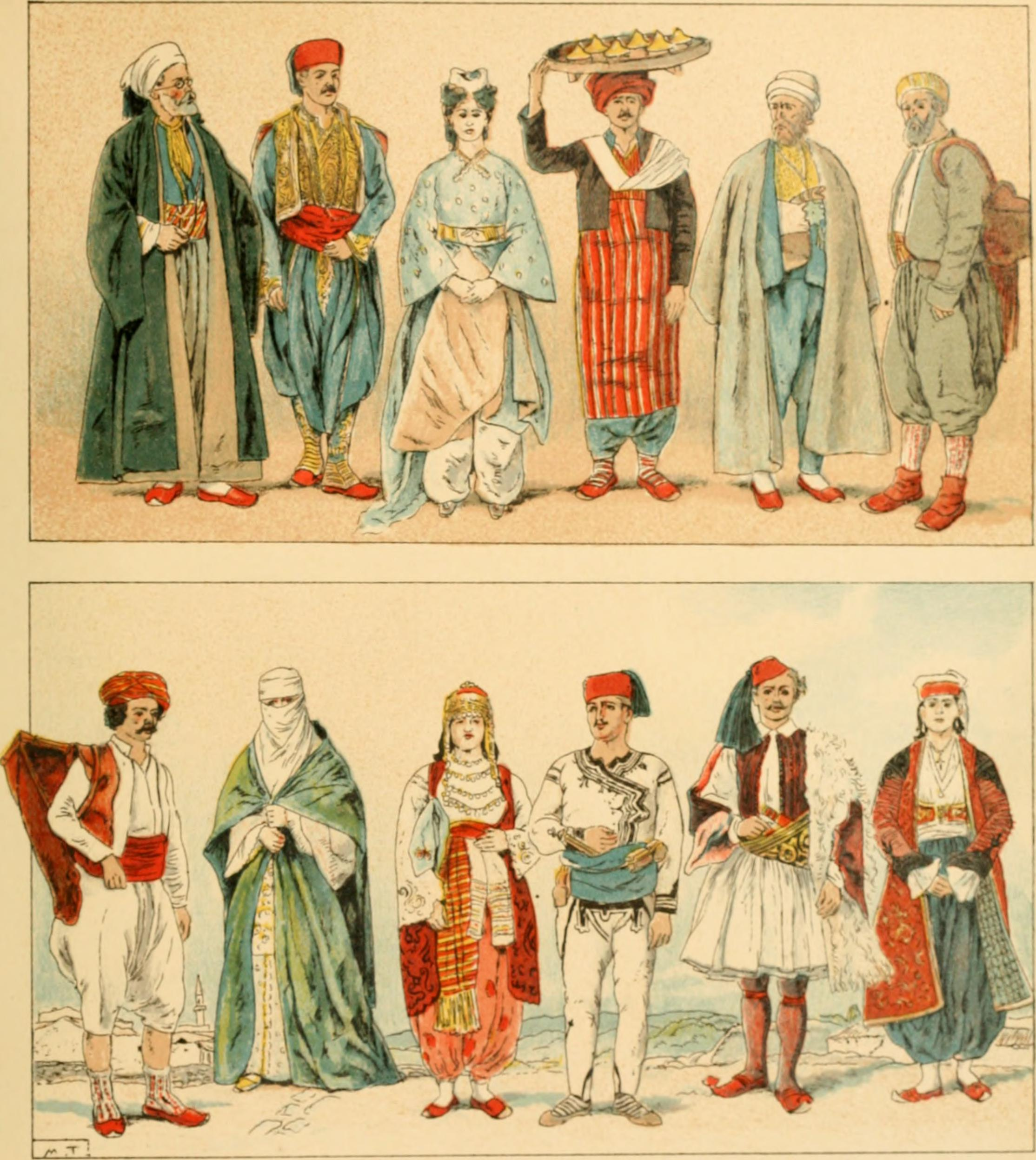
Balkan traditional clothing, c. 1905

## SigloXX

### Guerras de los Balcanes

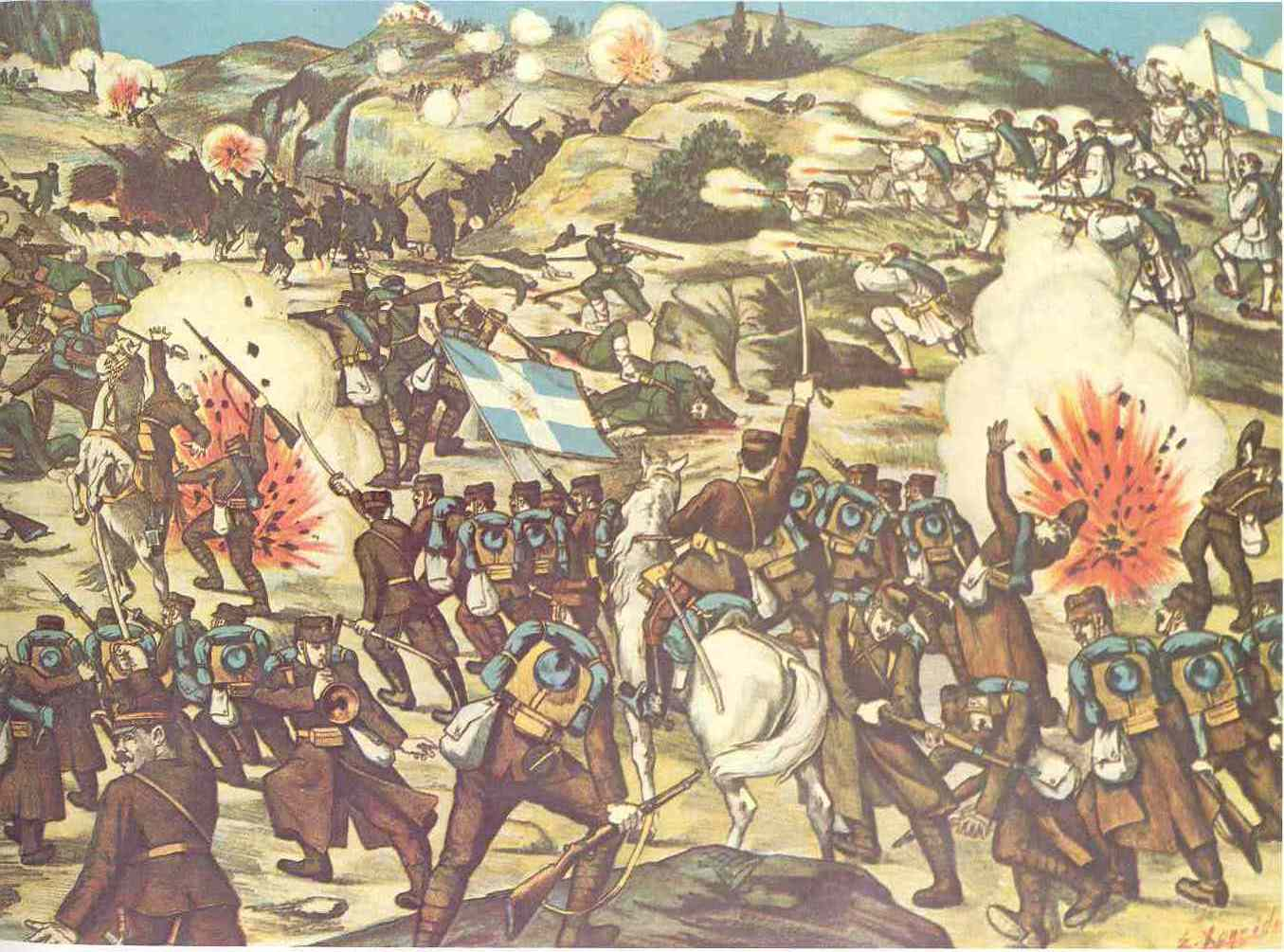
Greek lithograph of the Battle of Kilkis–Lachanas

Las Guerras de los Balcanes fueron dos guerras que tuvieron lugar en los Balcanes en 1912 y 1913. Cuatro estados balcánicos derrotaron al Imperio Otomano en la primera guerra; uno de los cuatro, Bulgaria, fue derrotado en la segunda. El Imperio Otomano perdió casi todas sus posesiones en Europa. Austria-Hungría, aunque no fue combatiente, se debilitó a medida que una Serbia muy ampliada impulsaba la unión de los pueblos eslavos del sur. La guerra preparó el terreno para la crisis de los Balcanes de 1914 y, por tanto, fue un "preludio de la Primera Guerra Mundial"."

### Llegada de la guerra de 1914

#### La llegada de la guerra 1914
La monumentalmente colosal Primera Guerra Mundial se inició a partir de una chispa en los Balcanes, cuando un serbio de Bosnia llamado Gavrilo Princip asesinó al heredero del trono austriaco, el archiduque Francico Fernando. Princip era miembro de un grupo militante serbio llamado Crna Ruka (en Serbio "Mano Negra"). Tras el asesinato, Austria-Hungría envió a Serbia un ultimátum en julio de 1914 con varias disposiciones destinadas en gran medida a impedir el cumplimiento serbio. Cuando Serbia sólo cumplió parcialmente los términos del ultimátum, Austria-Hungría declaró la guerra a Serbia el 28 de julio de 1914.
Muchos miembros del gobierno austrohúngaro, como Conrad von Hötzendorf habían esperado provocar una guerra con Serbia durante varios años. Tenían un par de motivos. En parte, temían el poder de Serbia y su capacidad para sembrar la disidencia y el desorden en las provincias "eslavas del sur" del imperio bajo la bandera de un "gran estado eslavo". Otra esperanza era poder anexionar territorios serbios para cambiar la composición étnica del imperio. Con más eslavos en el Imperio, algunos en la mitad del gobierno dominada por los alemanes esperaban equilibrar el poder del gobierno húngaro dominado por los magiares. Hasta 1914, los elementos más pacíficos habían podido argumentar en contra de estas estrategias militares, ya sea por consideraciones estratégicas o políticas. Sin embargo, Franz Ferdinand, uno de los principales defensores de una solución pacífica, había sido retirado de la escena, y los elementos más halcones pudieron imponerse. Otro factor fue la evolución de Alemania, que dio a la Doble Monarquía un "cheque en blanco" para llevar a cabo una estrategia militar que garantizara el respaldo de Alemania.
La planificación austrohúngara de las operaciones contra Serbia no fue amplia y se encontraron con muchas dificultades logísticas para movilizar al ejército y comenzar las operaciones contra los serbios. Tuvieron problemas con los horarios de los trenes y los calendarios de movilización, que entraban en conflicto con los ciclos agrícolas de algunas zonas. Cuando las operaciones comenzaron a principios de agosto, Austria-Hungría no pudo aplastar a los ejércitos serbios como muchos dentro de la monarquía habían predicho. Una dificultad para los austrohúngaros fue que tuvieron que desviar muchas divisiones al norte para contrarrestar el avance de los ejércitos rusos. La planificación de las operaciones contra Serbia no había tenido en cuenta la posible intervención rusa, que el ejército austrohúngaro había supuesto que sería contrarrestada por Alemania. Sin embargo, el ejército alemán había planeado durante mucho tiempo atacar a Francia antes de dirigirse a Rusia dada una guerra con las potencias de la Entente. (Véase: Plan Schlieffen) La mala comunicación entre los dos gobiernos condujo a este catastrófico descuido.

#### Los combates en 1914
Como resultado, el esfuerzo bélico de Austria-Hungría se vio dañado casi sin remedio a un par de meses del comienzo de la guerra. El ejército serbio, que subía desde el sur del país, se enfrentó al austriaco en la Batalla de Cer que comenzó el 12 de agosto de 1914.
Los serbios se instalaron en posiciones defensivas contra los austrohúngaros. El primer ataque se produjo el 16 de agosto, entre partes de la 21.ª división austrohúngara y partes de la división combinada serbia. En un duro combate nocturno, la batalla tuvo altibajos, hasta que la línea serbia se recuperó bajo el liderazgo de Stepa Stepanovic. Tres días después, los austriacos se retiraron al otro lado del Danubio, habiendo sufrido 21 000 bajas frente a 16 000 serbias. Esto marcó la primera victoria aliada de la guerra. Los austriacos no habían logrado su objetivo principal de eliminar a Serbia. En los meses siguientes, los dos ejércitos libraron grandes batallas en Drina (del 6 de septiembre al 11 de noviembre) y en Kolubara, del 16 de noviembre al 15 de diciembre.
En otoño, con muchos austrohúngaros atados en duros combates con Serbia, Rusia pudo hacer grandes incursiones en Austria-Hungría capturando Galicia y destruyendo gran parte de la capacidad de combate del Imperio. No fue hasta octubre de 1915 con mucha ayuda alemana, búlgara y turca que Serbia fue finalmente ocupada, aunque el debilitado ejército serbio se retiró a Corfú con ayuda italiana y siguió luchando contra las potencias centrales.
El Comité Yugoslavo, un grupo de interés político formado por eslavos del sur de Austria-Hungría durante la Primera Guerra Mundial, tenía como objetivo unirse a las naciones eslavas del sur existentes en un estado independiente. De este plan, finalmente nació un nuevo reino: El Reino de los Serbios, Croatas y Eslovenos.
Montenegro declaró la guerra el 6 de agosto de 1914. Bulgaria, sin embargo, se mantuvo al margen antes de unirse finalmente a las Potencias Centrales en 1915, y Rumanía se unió a los Aliados en 1916.
En 1916 los Aliados enviaron su malograda expedición a Gallipoli, en los Dardanelos, y en el otoño de 1916 se establecieron en Salónica, estableciendo el frente. Sin embargo, sus ejércitos no se movieron del frente hasta casi el final de la guerra, cuando marcharon hacia el norte para liberar los territorios bajo dominio de las Potencias Centrales.

### Consecuencias de la Primera Guerra Mundial

Historia política de los Balcanes

La guerra tuvo enormes repercusiones en la península balcánica. La población de toda la zona sufrió graves trastornos económicos y la movilización masiva provocó graves bajas, especialmente en Serbia, donde murieron más de 1,5 millones de serbios, lo que suponía aproximadamente ¼ de la población total y más de la mitad de la población masculina. En las zonas menos desarrolladas la Primera Guerra Mundial se dejó sentir de diferentes maneras: la requisición de animales de tiro, por ejemplo, causó graves problemas en los pueblos que ya sufrían el alistamiento de hombres jóvenes, y muchas conexiones comerciales recientemente creadas se arruinaron.
Las fronteras de muchos estados se rediseñaron por completo, y se creó el nuevo Reino de los Serbios, Croatas y Eslovenos, más tarde Yugoslavia. Tanto Austria-Hungría como el Imperio Otomano se disolvieron formalmente. Como resultado, el equilibrio de poder, las relaciones económicas y las divisiones étnicas se vieron completamente alteradas.
Algunos cambios territoriales importantes son:
- La incorporación de Transilvania y el Banato oriental a Rumanía
- La incorporación de Serbia, Montenegro, Eslavonia, Croacia, Vojvodina, Carniola, parte de Estiria, la mayor parte de Dalmacia y Bosnia y Herzegovina al Reino de los Serbios, Croatas y Eslovenos.
- Istria, Zadar y Trieste pasan a formar parte de Italia,

### Segunda Guerra Mundial

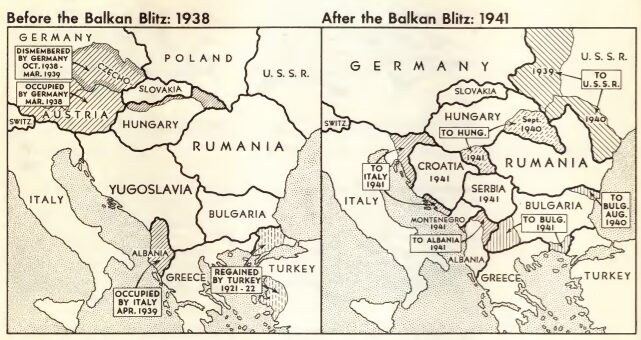

La Segunda Guerra Mundial en los Balcanes comenzó por los intentos italianos de crear un imperio italiano. Invadieron Albania en 1939 y la anexionaron al cabo de una semana al Reino de Italia. Luego exigieron a Grecia que se rindiera en octubre de 1940. Sin embargo, el desafío del primer ministro griego Metaxas, el 28 de octubre de 1940, inició la guerra greco-italiana. Tras siete meses de duros combates, con algunas de las primeras victorias aliadas y la pérdida por parte de los italianos de casi un tercio de Albania, Alemania intervino para salvar a su aliado. En 1941, invadió Yugoslavia con las fuerzas que luego utilizaron contra la Unión Soviética.
Tras la caída de Sarajevo el 16 de abril de 1941 a manos de la Alemania nazi, las provincias yugoslavas de Croacia, Bosnia y Herzegovina fueron recreadas como estados satélites fascistas, Nezavisna Država Hrvatska (NDH, el Estado Independiente de Croacia). El nacionalista croata Ante Pavelić fue nombrado líder. Los nazis crearon efectivamente la Handschar y colaboraron con los Ustaše para combatir a los partisanos yugoslavos.
Con ayuda de Italia, lograron conquistar Yugoslavia en dos semanas. A continuación, unieron fuerzas con Bulgaria e invadieron Grecia desde el lado yugoslavo. A pesar de la resistencia griega, los alemanes aprovecharon la presencia del ejército griego en Albania contra los italianos para avanzar en el norte de Grecia y, en consecuencia, conquistar todo el país en 3 semanas, con la excepción de Creta. Sin embargo, a pesar de la feroz resistencia cretense, que costó a los nazis el grueso de sus fuerzas paracaidistas de élite, la isla capituló tras 11 días de lucha.
El 1 de mayo, las fronteras de los Balcanes volvieron a reorganizarse, con la creación de varios estados títeres, como Croacia y Montenegro, la expansión albanesa en Grecia y Yugoslavia, la anexión búlgara de territorios en el norte griego, la creación de un estado valaco en las montañas griegas del Pindus y la anexión de todas las islas jónicas y parte de las del Egeo a Italia.
Con el fin de la guerra, los cambios de la composición étnica volvieron a sus condiciones originales y los colonos regresaron a sus tierras de origen, principalmente los asentados en Grecia. Una población albanesa del norte griego, los cams, fue obligada a huir de sus tierras porque colaboraba con los italianos. Su número era de unos 18 000 en 1944.

### Consecuencias de la Segunda Guerra Mundial
Entre el 7 y el 9 de enero de 1945, las autoridades yugoslavas mataron a varios centenares de búlgaros declarados en Macedonia como colaboradores, en un suceso conocido como la "Navidad sangrienta".
La guerra civil griega se libró entre 1944 y 1949 en Grecia entre las fuerzas armadas del gobierno griego, apoyadas al principio por Gran Bretaña y más tarde por Estados Unidos, contra las fuerzas de la resistencia de guerra contra la ocupación alemana, cuya dirección estaba controlada por el Partido Comunista de Grecia. Su objetivo era la creación de una Grecia del Norte comunista. Fue la primera vez en la Guerra Fría que las hostilidades desembocaron en una guerra por poderes. En 1949, los partisanos fueron derrotados por las fuerzas gubernamentales.

## Resumen de las historias de los estados
- Albania: Los protoalbaneses fueron probablemente un conglomerado de tribus ilirias que se resistieron a la asimilación con las últimas oleadas de migraciones hacia los Balcanes. El reino ardiano, con capital en Scodra, es quizá el mejor ejemplo de un estado albanés antiguo centralizado. Tras varios conflictos con la República Romana, que desembocaron en la Tercera Guerra Ilírica, Ardiaean, al igual que gran parte de los Balcanes, quedó bajo el dominio romano durante siglos. Su último gobernante, el rey Gentius, fue llevado cautivo a Roma en el año 167 a. C. Tras la caída del Imperio Romano de Occidente, el territorio de la actual Albania permaneció bajo Control bizantino hasta las migraciones eslavas. En el siglo IX se integró en la Albania bajo el Imperio Búlgaro. El núcleo territorial del Estado albanés se formó en la Edad Media, como el Principado de Arbanon y el Reino de Albania. Los primeros registros del pueblo albanés como etnia diferenciada también datan de este periodo. La mayor parte de la costa de Albania estuvo controlada por la República de Venecia desde el siglo X hasta la llegada de los turcos otomanos (Albania Veneta), mientras que el interior fue gobernado por bizantinos, búlgaros o serbios. A pesar de la larga resistencia de Skanderbeg, la zona fue conquistada en el siglo XV por el Imperio Otomano y permaneció bajo su control como parte de la provincia de Rumelia hasta 1912, cuando se declaró el primer estado albanés independiente. La formación de una «conciencia nacional albanesa» data de finales del siglo XIX y forma parte del fenómeno más amplio del ascenso del nacionalismo bajo el Imperio Otomano.
- Bosnia y Herzegovina: El territorio estaba dividido entre Croacia y Serbia en la Alta Edad Media. "Según la AID, la propia Bosnia era una entidad política serbia. Bosnia, junto con otros territorios, pasó a formar parte de Duklja en el siglo XI. Con el tiempo, Bosnia se separó bajo su propio gobernante. Después de 1101, Bosnia se separó de Duklja, y posteriormente pasó a estar bajo la soberanía húngara, al igual que Croacia. El dominio bizantino interrumpió el dominio húngaro, y bajo la soberanía bizantina surgió el Banato de Bosnia. El posterior banato se convirtió en un vasallo nominal húngaro. La Iglesia bosnia era una iglesia cristiana en Bosnia considerada herética, a la que se adhirieron algunos gobernantes. Los gobernantes se empoderaron a través del comercio con Ragusa, y ganaron tierras de Serbia (Herzegovina). Bosnia alcanzó su apogeo bajo el gobierno de Tvrtko, que se hizo con más tierras, incluidas partes de Dalmacia, y se coronó como rey en 1377. Tras la conquista otomana de Serbia, le siguió Bosnia. Se estableció el Sanjacado de Bosnia, y la población local fue objeto de islamización durante los siglos siguientes por parte del Imperio Otomano, que garantizó más derechos a los musulmanes. Las tensiones étnicas que surgieron en los tiempos modernos se derivan de esta división religiosa. Austria-Hungría se apoderó de Bosnia-Herzegovina en 1878 y la anexionó en 1908. Posteriormente se unió a Yugoslavia. Tras la guerra de Bosnia, el estado recibió por primera vez la independencia internacional.
- Bulgaria: Los búlgaros llegaron desde el noreste y se asentaron en los Balcanes después del año 680. Posteriormente fueron absorbidos por las numerosas eslavos locales. Bulgaria se hizo oficialmente cristiana a finales del siglo IX. La Cirílica se desarrolló en la Escuela Literaria de Preslav en Bulgaria a finales del siglo IX - principios del siglo X. La Iglesia Búlgara fue reconocida como autocéfala durante el reinado de Boris I de Bulgaria y se convirtió en Patriarcado durante el zar Simeón el Grande, que amplió enormemente el estado sobre el territorio bizantino.  En 1018, Bulgaria se convirtió en un tema autónomo en el imperio romano hasta el la restauración por la dinastía Asen en 1185. En el siglo XIII, Bulgaria volvió a ser uno de los estados poderosos de la región. En 1422, todas las tierras búlgaras al sur del Danubio pasaron a formar parte del Estado otomano, aunque el control local siguió en manos búlgaras en muchos lugares. Las tierras búlgaras al otro lado del Danubio, el Segundo Imperio Búlgaro. Boyardos continuaron gobernando durante los tres siglos siguientes. El idioma búlgaro siguió siendo la lengua oficial al norte del Danubio hasta el siglo XIX.
- Croacia: Tras el asentamiento de los eslavos en las provincias romanas de Dalmacia y Panonia, las tribus croatas establecieron dos ducados. Estaban rodeados por los francos (y más tarde por los venecianos) y los ávaros (y más tarde por los magiares), mientras que los bizantinos intentaban mantener el control de la costa dálmata. El Reino de Croacia se fundó en 925. Abarcaba partes de Dalmacia, Bosnia y Panonia. El estado quedó bajo la influencia papal (católica). En 1102, Croacia se unió a Hungría. Croacia seguía siendo considerada un reino independiente, aunque vasallo. Con la conquista otomana de los Balcanes, Croacia cayó tras sucesivas batallas, finalizadas en 1526. La parte restante recibió entonces el dominio y la protección de Austria. Gran parte de sus zonas fronterizas pasaron a formar parte de la Frontera militar, habitada y protegida por serbios, valacos, croatas y alemanes, ya que la zona había quedado desierta. Croacia se unió a Yugoslavia en 1918-20. La independencia se mantuvo tras la guerra de Croacia.
- Grecia: Los griegos, un grupo étnico antiguo (atenienses, espartanos, Peloponesos, tesalios, macedonios etc.) y la civilización más antigua de Europa[39] y luego la civilización Mycenaean en el continente (1600-1100 a. C.).[39] El alcance de la habitabilidad y el dominio griegos ha variado a lo largo de los tiempos y, como resultado, la historia de Grecia es igualmente elástica en lo que incluye.
- Montenegro: En el siglo X, había tres principados en el territorio de Montenegro: Duklja, Travunia, y Serbia ("Raška"). A mediados del siglo XI, Duklja alcanzó la independencia gracias a una revuelta contra los bizantinos; la dinastía Vojislavljević gobernó como monarcas serbios, habiendo tomado territorios del antiguo Principado de Serbia. Luego pasó a estar bajo el dominio de la dinastía Nemanjić de Serbia. En el siglo XIII, Zeta había sustituido a Duklja para referirse al reino. A finales del siglo XIV, el sur de Montenegro (Zeta) pasó a estar bajo el dominio de la familia noble Balšić, y luego de la familia noble Crnojević, y en el siglo XV, Zeta se denominaba más a menudo Crna Gora (Veneciano: monte negro).  Grandes partes cayeron bajo el control del Imperio Otomano desde 1496 hasta 1878. La República de Venecia dominó las costas del actual Montenegro desde 1420 hasta 1797; la zona alrededor del Kotor pasó a formar parte de la Albania veneciana. Algunas partes también fueron controladas brevemente por el Primer Imperio Francés y Austria-Hungría en el siglo XIX. Desde 1696 hasta 1851, los metropolitanos de Cetiña (de la Casa de Petrović-Njegoš) gobernaron la entidad política de Montenegro (Antiguo Montenegro) junto con los gobernantes tribales. Los Petrović-Njegoš transformaron Montenegro en un principado en 1851 y gobernaron hasta 1918. La independencia del Principado de Montenegro se recibió en 1878. A partir de 1918, formó parte de Yugoslavia. Sobre la base de un referéndum de independencia celebrado el 21 de mayo de 2006, Montenegro se independizó.
- Macedonia del Norte: Macedonia del Norte celebra oficialmente el 8 de septiembre de 1991 como Día de la Independencia (en macedonio: Ден на независноста, Den na nezavisnosta), en relación con el referéndum de independencia de Macedonia de 1991 el referéndum que avalaba la independencia de Yugoslavia, aunque legalizando la participación en la futura unión de los antiguos estados de la Yugoslavia.[40] El aniversario del inicio del Levantamiento de Ilinden (Día de San Elías) el 2 de agosto también se celebra ampliamente a nivel oficial como el Día de la República.
- Serbia: Tras el asentamiento de los eslavos, los serbios establecieron varios principados, como se describe en la AID. Serbia fue elevada a reino en 1217, y a imperio en 1346. En el siglo XVI, todo el territorio de la actual Serbia fue anexionado por el Imperio Otomano, a veces interrumpido por la Imperio de los Habsburgo. A principios del siglo XIX, la Revolución Serbia restableció el Estado serbio, siendo pionera en la abolición del feudalismo en los Balcanes. Serbia se convirtió en la primera monarquía constitucional de la región, y posteriormente amplió su territorio en las guerras. La antigua corona de los Habsburgo, Vojvodina, se unió al Reino de Serbia en 1918. Tras la Primera Guerra Mundial, Serbia formó Yugoslavia con otros pueblos eslavos del sur, que existió en varias formas hasta 2006, cuando el país recuperó su independencia.